# Lancia Florida
La Lancia Florida è una serie di prototipi prodotta della casa automobilistica italiana Lancia in collaborazione con il carrozziere Pininfarina tra il 1955 e il 1957.

## Profilo e contesto
Florida fu il nome dato a due diversi studi prototipali basati sulla Lancia Aurelia, costruiti dalla Lancia in collaborazione con la Pininfarina. Entrambi vennero realizzati in un numero estremamente esiguo. Da essi successivamente derivarono le versioni berlina e coupé della Lancia Flaminia.

## Florida I (1955)

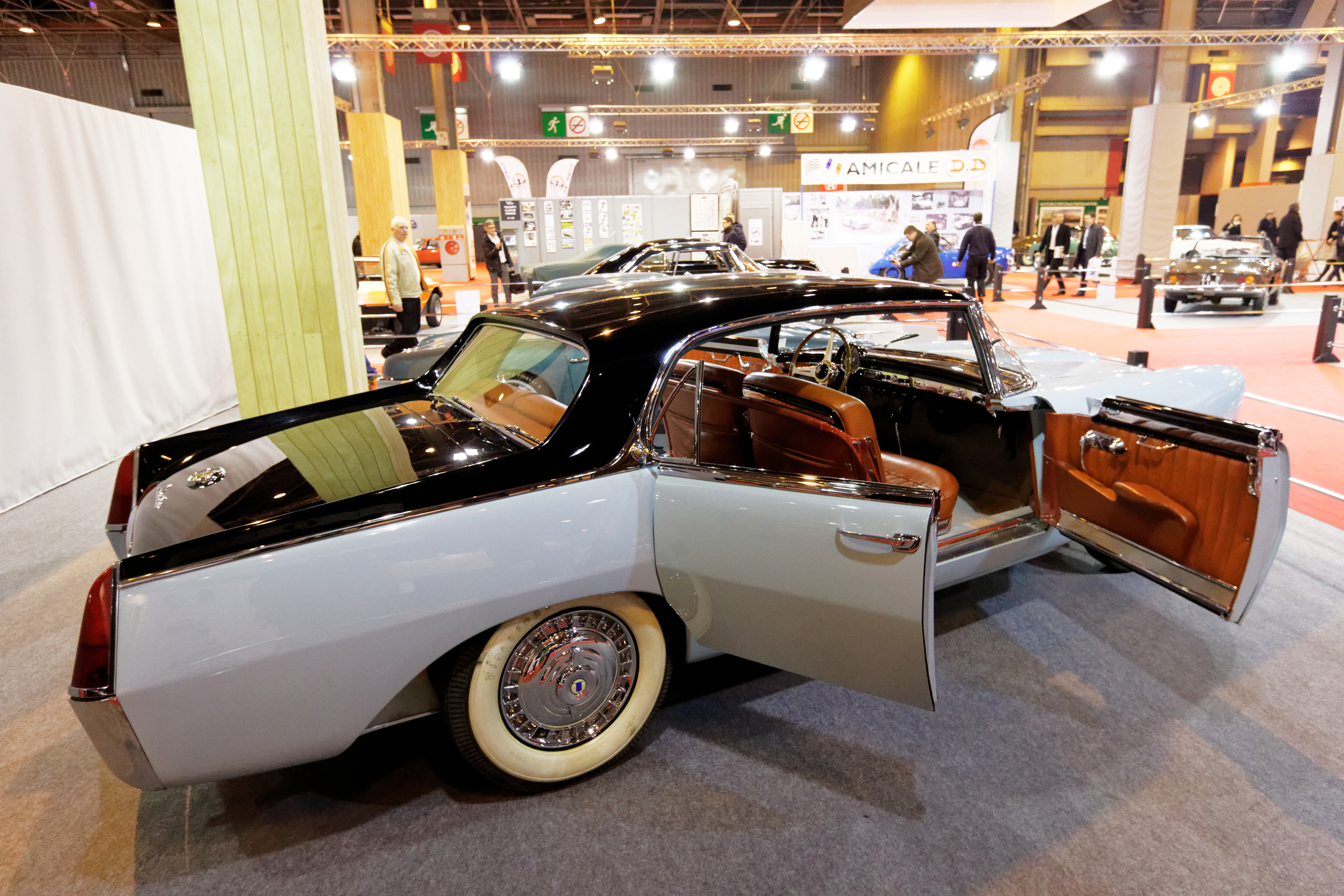
Florida I berlina

La Florida I fu costruita nel settembre 1955, con la prima vettura che era una coupé. Fu mostrata per la prima volta al Salone di Torino di quell'anno. Successivamente venne realizzata la berlina a 4 porte, caratterizzata dalle porte posteriori controvento e dall'assenza del montante B, oltre a molti elementi di design come le fiancate piatte con un'unica nervatura che correva sopra il passaruota, i fari montati nella calandra e un lunotto posteriore incassato. Furono costruite in totale 4 vetture, 3 delle quali erano berline a 4 porte e una coupé a 2 porte.
Per la produzione del primo prototipo alla Pininfarina furono impiegati 10 dei 340 dipendenti dell'azienda. Il 2 aprile 1955 Antonio Fessia, nuovo direttore tecnico della Lancia, avviò una serie di ulteriori modifiche alla vettura. Il motore V6 fu sviluppato da Francesco de Virgilio. La Florida aveva un assale posteriore con ponte De Dion.

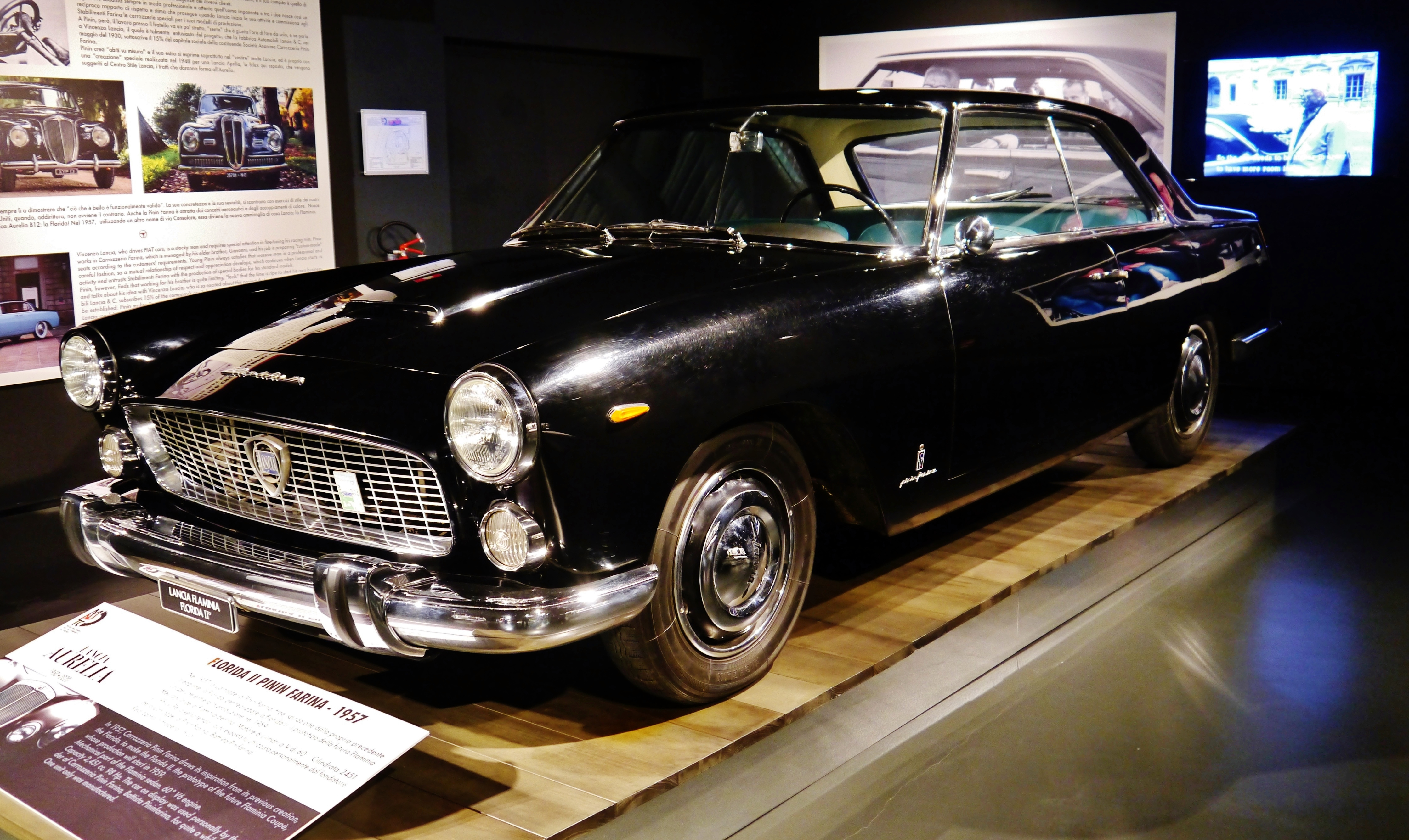

## Floridia II (1957)
La Florida II, introdotta nel 1957, era una coupé a due porte con i finestrini senza cornice e senza il montante centrale. Il suo motore V6 aveva una cilindrata di 2266 cm³ e produceva una potenza di 87 CV (64 kW) a 4800 giri/min.

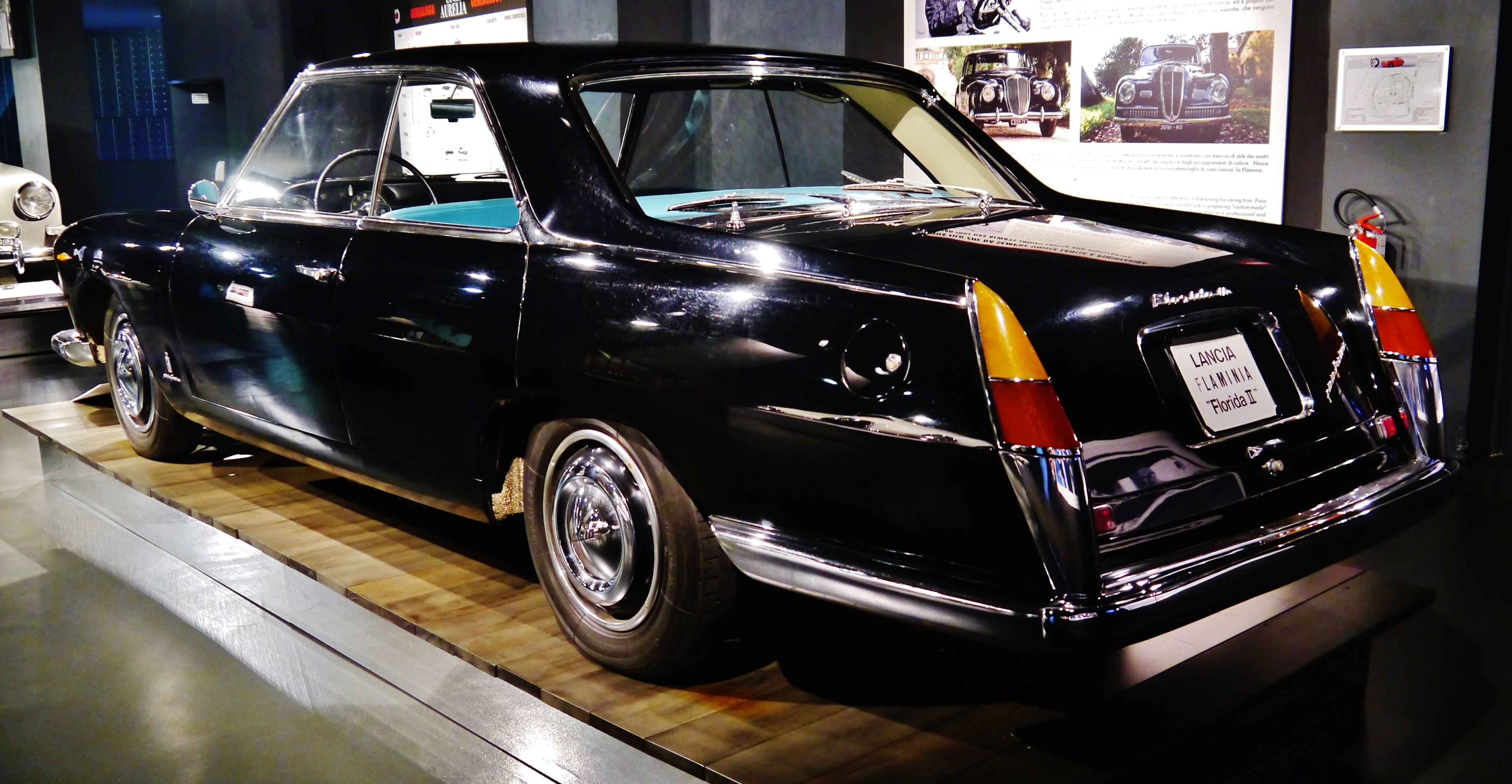

La Florida II era perfettamente funzionante in quanto veniva regolarmente utilizzata dallo stesso Battista Farina.
La versione di serie della Lancia Flaminia Coupé riprendeva molti elementi della Florida II condividendone molti componenti, ma si differenziava per avere il montante centrale ed era significativamente più corta. La Flaminia inoltre adottò un parabrezza più inclinato e una presa d'aria più grande.